# Penshurst Place

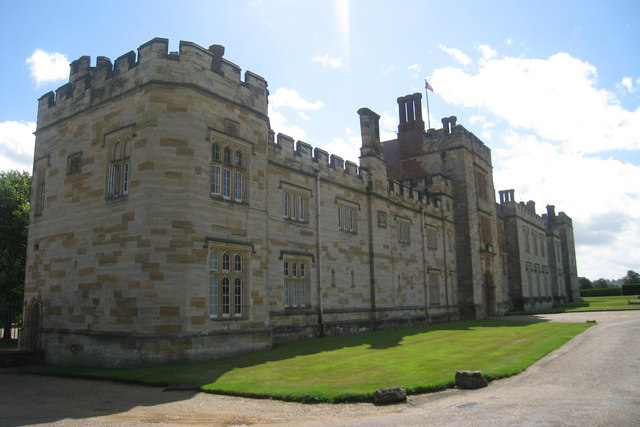
Penshurst Place, Kent

Penshurst Place är en historisk byggnad nära Tonbridge i Kent, 50 kilometer sydost om London i England. I det här huset bor familjen Sidney och har gjort det i flera generationer. Huset och dess trädgård är öppen för allmänheten.
Den urgamla byn Penshurst låg på slottets marker. Slottet benämns i de tidigaste källorna Penecestre eller Penchester. Namnet kommer från Stephen de Penecestre, Lord Warden of the Cinque Ports (ett högt militärt ämbete), som ägde slottet på 1200-talet.
De äldsta delarna av den nuvarande byggnaden uppfördes 1341 för John De Pulteney, men huset har blivit större med tiden. När John, Hertig av Bedford, bodde på Penshurst byggdes den andra salen till, känd som the Buckingham Building. Slottet har dock fortfarande kvar sitt namn efter sin första herre. 

## Familjen Sidney
Huset ägdes först av Stephen de Penececestre, som var "lord Warden of the cinque ports" (ett högt militärt ämbete). Han var chef över försvaret av hela södra kusten och använde då slottet som en borg. På 1200-talet revs det.
1552 gav Kung Edvard VI huset till sir William Sidney (1482-1554) som hade varit hovman hos kungens far, Henrik VIII. Så kom huset i familjen Sidneys ägo och där har det stannat sedan dess. Sir William hade en son, Henry (1529-1586), som gifte sig med lady Mary Dudley, vars familj blev inblandad i Lady Jane Grey-affären. Henry själv lyckades undvika att bli inblandad. Under sin livstid lade han till fler våningar och "King's Tower" till Penshurst Place. Han skapade även vad som nu är en av Englands äldsta privata trädgårdar.
Sir Philip Sidney (1554-1586), Henrys son, föddes på Penshust Place 1554. Han studerade vid universitetet i Oxford och gjorde karriär vid hovet. Han blev tidigt en känd poet tack vare dikter som Arcadia och han betraktades som ett förkroppsligande av riddaridealen. Han begravdes i "Old St Paul's" i London när han dött 25 dagar efter att ha fått en kula i låret under slaget vid Zutphen, där befälet fördes av hans morbror Robert Dudley, 1:e earl av Leicester. Hans grav förstördes dock i den stora branden i London 1666 och återfinns nu i St Pauls Cathedral.
Philips bror Robert Sidney ärvde nu Penshurst Place. Hans tid där ledde till ännu fler tillskott till representationsvåningen, inklusive ett imponerande "Long Gallery". Han hade också ärvt titeln earl av Leicester. Hans ättlingar, sju generationer framåt, fortsatte att bo i huset. På 1800-talet började huset förfalla, men en ny ägare kom år 1818, sir John Shelley-Sidney, och hans son Philip började arbeta för att rädda slottet. Sonen upphöjdes till Baron de L'isle och Dudley och det är mycket tack vare honom och hans far som huset fick tillbaka sitt forna skick efter att det förfallit under första världskriget. Idag är huset och trädgården öppna för allmänheten.

## Penshurst Place

### Slottet

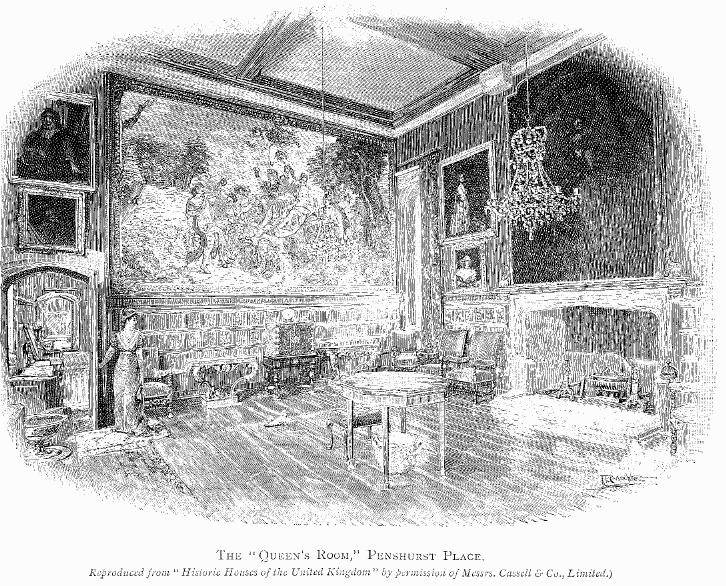
Drottning Elisabets rum

Penhurst Place har en historia på över 670 år. Under dessa år har det ändrats mycket i huset. Under andra världskriget blev Penshurst Place vanvårdat och slottet fick renoveras från grunden. Penshurst Place är från början ett medeltida slott, men representationsvåningen är ombyggd under renässansen. Den består huvudsakligen av 5 större rum där man tog emot gäster och höll de stora festerna.

#### Representationsvåningens 5 rum
Representationsvåningen är fylld av dyrbara samlingar som generationer av familjen Sidney bidragit till. 
- Stora matsalen, som rummet är känt som nu, är en del av den medeltida byggnaden. Rummet innehåller intressanta samlingar av familjeporträtt, möbler och porslin.
- Drottning Elisabets rum är uppkallat efter drottning Elisabet I och innehåller en uppsättning tidiga stoppade möbler.
- The Tapestry Room, Gobelängrummet, innehåller samlingar av familjens porslin från 1700- och 1800-talen.
- The Long Gallery, Långa galleriet, är ett av de rum som är fulla av kungliga porträtt och familjeporträtt. Detta rum byggdes av Robert Sidney och av hans fru Barbara Gamage.[2]
- The Nether Gallery, Nedre galleriet, innehåller en uppsättning vapen och rustningar.

Drottning Elisabets rum och The Tapestry Room är de första rummen som byggdes till det ursprungliga huset av hertigen av Bedford då han ägde huset på 1500-talet. 
Mitt i den medeltida herrgården ligger Barons hall som byggdes 1341 och är ett av de bäst bevarade exemplen på 1400-talsarkitektur. Salens arkitektur är från högmedeltid. På sidoväggarna sitter det stora fönster och taket är mycket öppet och stort och är gjort av timmer. Takkonstruktionen pryds av snidade figurer. Mitt på golvet fanns det en jordrundel som var beströdd av säv men som nu är täckt av en åttakantig härd och på den är det en eld som värmer upp hela salen och röken kommer ut genom taket.
I rummen syns drag av kontinental klassicism samtidigt som man fortfarande kan se medeltida drag.

### Slottsparken
Penshurst Place ligger omgivet av gamla trädgårdar. Det finns bland annat en fruktträdgård, en rosenträdgård och en örtträdgård. Trädgården på Penshurst är en av de äldsta i privat ägo. Den har byggts om många gånger av sir Henry Sidney. Ett av hans projekt var att göra en italiensk trädgård. För att utföra det krävdes mycket arbete; de var tvungna att flytta flera ton jord och bygga murar och terrasser. Världskrigen har dock inneburit att trädgården fått återskapas efter perioder av vanvård och misskötsel. 
I dag erbjuder Penshurts Place en upplevelse av växter under hela året, från vårblommande lökar till rosor som blommar på sommaren och örtväxter, varav några är vintergröna. På hösten uppvisar trädgården en mängd olika färger och på vintern framträder den ursprungliga strukturen och formen som annars döljs av grönskan. 
Den nuvarande ägaren har återställt delar av den ursprungliga trädgården. Han har planterat en mil idegranhäck som delar trädgårdarna och fruktodlingarna i en serie små slutna trädgårdsrum. Varje trädgårdsrum har sin egen karaktär och stil.

## Penshurst Place i populärkultur
- Ben Jonson hyllade Penshurst Place och dess ägares generositet i en berömd dikt från tidigt 1600-tal.
- Stora festsalen och andra rum användes till en serie kallad Covington Cross år 1992.
- The Baron's Hall användes till Hollywoodfilmen The Other Boleyn Girl som är baserad på en roman av Philippa Gregory.
- The Baron's Hall har även använts till filmen The Princess Bride, och som festlokal till en tidig episod av BBC-serien Merlin.